# Santa Caterina da Siena a Via Populonia
Santa Caterina da Siena a Via Populonia, conhecida também como Santa Caterina da Siena all'Appio Latino, é uma igreja de Roma localizada na Via Populonia, 44, no quartiere Appio-Latino. É dedicada a Santa Catarina de Siena.

## História
Esta paróquia foi criada em 1971 e o plano era construir rapidamente uma nova igreja para sediá-la. O terreno foi prometido pela Sociedade de Maria ("marianistas"), cuja cúria geral fica na Via Latina, 22. Infelizmente o projeto foi bloqueado depois que a permissão para construir foi recusada quando o local foi considerado arqueologicamente importante.
Como resultado, as Irmãs Hospitalárias da Misericórdia (em italiano:  Suore Ospedaliere della Misericordia) permitiram que a paróquia utilizasse a igreja conventual vizinha, na Via Latina, 28, Santa Maria Mater Misericordiae a Via Latina. Porém, ela só estava disponível para eventos litúrgicos e as atividades sociais e educacionais da paróquia eram realizadas numa estrutura pré-fabricada no terreno marianista; a distância física dos dois locais se tornou um grande inconveniente.
Uma solução de compromisso foi encontrada na primeira década do século XXI, quando a diocese assumiu a posse de um terreno abandonado num quarteirão vizinho ocupado quase que inteiramente por um alto edifício de apartamentos cuja planta seguia ao longo das quatro ruas que o limitavam. O espaço havia sido designado pelos arquitetos do edifício para ser um pequeno parque, mas o plano fracassou e o local passou a sofrer com problemas de segurança.
As obras da nova igreja começaram em 2010 e terminaram três anos depois. Os arquitetos foram Rosario e Ernesto Maria Giuffrè, pai e filho.

## Descrição
O espaço limitado no terreno implicou num projeto compacto para o complexo da igreja e seus edifícios anexos. Ele compreende um bloco único de planta praticamente retangular, mas com o canto traseiro esquerdo cortado. A estrutura foi construída em concreto armado revestido por tijolos vermelhos e recoberto por um teto plano.
O lado direito e o fundo estão ocupados por um bloco de cinco andares na forma de um "L". Os dois andares intermediários se projetam sobre a entrada, suportados por um par de colunas de concreto. A fachada desta projeção vista a partir da rua é um quadrado completamente branco.
O resto da planta está ocupado por uma estrutura dois andares mais baixa com suas paredes externas revestidas de tijolos e com um parapeito relativamente alto. No teto dela está uma laje à qual se chega através de um lance de escadas do lado esquerdo do edifício e também por uma escadaria interna. Ao lado da escada externa está o campanário, uma baixa torre de tijolos posicionada diagonalmente em relação à linha da rua e com uma gaiola de metal aberta para os sinos pintada de vermelho no topo.
O edifício como um todo fica recuado em relação à rua, atrás de um pátio elevado circundado por uma cerca de metal pintada de vermelho. A fachada pode ser descrita como "um par de livros abertos um do lado do outro", um grande (direita) e outro menor (esquerda). Além de uma uma janela forma de uma estreita cruz no primeiro edifício, todo o resto da fachada é de tijolos aparentes sem decoração.

## Interior
O interior é minimalista. Colunas embutidas de concreto separam janelas retangulares de vidro simples. O teto se inclina para baixo num design similar ao lado de baixo de uma escadaria. Quase não há obras de arte no interior além de uma estátua de Santa Catarina do lado esquerdo do altar-mor.